# Богородчанська ікона Божої Матері
Богородчанська ікона Божої Матері (1691), в Польщі відома як пол. Ikona MB Korbielowskiej (Ікона Матері Божої Корбєльовскої) — чудотворна коронована ікона Богородиці, Одигітрія, знаходиться в костелі Пресвятої Богородиці Королеви Ангелів (пол. Kościół NMP Królowej Aniołów), Кобєльові (Польща), копія — у церкві св. Йоана Богослова (Богородчани).

## Історія
Чудотворна ікона Матері Божої зберігалась у костелі в Богородчанах з кінця XVII ст. Костел був побудований представниками родини Потоцьких для отців-домініканців. Спочатку він був дерев'яним, а пізніше, на кошт родини Коссаковських, був зведений мурований. Ікона намальована на полотні розміром 110 х 76 см.
|  | Bohorodczany. Miasteczko powiatowe na Pokuciu z klasztorem Dominikanyw, fundacyi Konstancyi z Truskolawskich Potockiej, około r. 1691. (idy dnia 2. października 1741 r. Ignacy Borzym, Kanonik dziekan Kamieniecki, kustosz kolegiaty Stanisławowskiej, kamień węgielny na kościył murowany zakładał, ukazały się roje pszczył nad kościołem drewnianym i w tejże samej chwili schwytano dowydcę opryszkyw Fedora Bydzana, ktyry był postrachem całej okolicy. Wtedy obraz Maryi, na płytnie malowany w pył osobie, z dzieciątkiem na lewej ręce, w prawej z berłem i z koronami na głowach, długości 1 metr i 10 centim. szerokości pył metra i 26 centim., słynął wielkimi łaskami.) (пол.) Богородчани Повітове містечко на Покутті з Домініканським монастирем, фундатором якого Констанція Потоцька з Трусколавських в 1691 році (коли 2 жовтня 1741 року Ігнатій Божим, канонік, Каменецький декан, радник Станіславської єпископської капітули, освячував наріжний камінь камінного костелу, з'явився великий рій бджіл над дерев'яним, і в тій самій хвилі піймано ватажка опришків Федора Будзана, який був пострахом цілої місцевості. Тоді образ Марії, на полотні намальований, з дитятком на лівій руці і «берлом» у правій, з коронами на голові, довжиною 1 метр і 10 см шириноюпів метра і 26 см, славився великими ласками. |

Після Другої світової війни, з приходом радянської влади, отці-домінікани мусили емігрувати в Польщу. Вони забрали частину костельного майна із собою. Разом з іншими дорогими речами було вивезено і чудотворний образ Матері Божої. Він з 1974 року знаходиться у головному вівтарі костелу в Матері Божої в Корбельові отців домініканів, біля Живця.

## Повернення в Богородчани
25 вересня 2016 року в м. Богородчани на Івано-Франківщині відбулося урочисте повернення копії древньої ікони Богородиці, яку привезли для міщан та прочан делегати з Польщі. Ікона Богородчанської Божої Матері була вивезена з міста в 1944 році. 
Розпочалося святкування від монументу Богородиці, де всі прочани зустрічали архиєпископа і митрополита Івано-Франківського Володимира Війтишина та польську делегацію, яка привезла ікону Богородиці. Після привітань розпочався процесійний хід до храму св. Йоана Богослова, де була відслужена Архиєрейська Божественна Літургія. Очолив святкове богослужіння Митрополит Володимир у співслужінні з митрофорним протоієреєм Петром Дирівом (Богородчанський протопресвітеріат), митр. прот. Дмитром Гірняком (Солотвинський протопресвітеріат), численним духовенством Івано-Франківської архиєпархії та отцями-домініканцями з Польщі.
Копію ікони, яку передали в Богородчани, написала польська художниця Беата Домагала (Beata Domagała)